# Исмет Бајрактари
Исмет Бајрактари (Приштина, 15. октобар 1948 — Приштина, 2. децембар 2016) био је први академски образовани генетичар са Косова и Метохије, редовни професор Универзите а Приштини и номиновани кандидат за чланство у Косовској академији наука и умјетности.

## Биографија
Исмет Бајрактари рођен је у Приштини 1958. године, где је стекао основно и средње образовање. На Универзитету у Београду је стекао звање професора биологије на Природно-математичком факултету, 1972. На истом је факултету одбранио и магистарски рад из генетике (1976), а након тога (1976) докторирао је на пољу генетике (1981), под метнторством српског и свјетски афирмисаног генетичара, академика Драгослава Маринковића.

## Публикације
1. Реферирани научни радови у релевантним базама података: 19
2. Реферати на научним скуповима – Апстракти: 44